# M/S Industria
M/S Industria var ett svenskbyggt lastfartyg som torpederades under andra världskriget.

## Historik
Industria sjösattes vid Lindholmens varv i Göteborg kort efter krigets utbrott den 2 november 1939. Fartyget levererades i februari 1940 och fördes från början till slut av kapten Lorentzon. Industria hade på sin jungfruresa just hunnit utanför norska farvatten när skagerackspärren upprättades i april 1940 och kom således aldrig hem till Sverige från sin första resa. Vid torpederingen fanns nio nationer representerade bland besättningen.

## Torpederingen
På väg från Philadelphia till Rio De Janeiro hade Industria hunnit passera ekvatorn och befann sig den 25 mars på lat S 11,40' då fartyget torpederades. Industria sjönk på 4 - 5 minuter och de som inte hann i livbåten fick hoppa över bord. Alla blev sedan upptagna i livbåten utom den isländske matrosen som inte kunde återfinnas trots att livbåten låg kvar i flera timmar för att söka efter honom. Den tyska ubåten tog ombord befälhavaren, övermaskinisten och styrmannen. Efter 15 timmar i livbåten upptogs de skeppsbrutna av ett schweiziskt fartyg.
Kapten Lorentzon, övermaskinist A. Jacobsson och förste styrman F. Olsson fick kvarstanna i ubåten och åka med till Frankrike. Resan över Atlanten var påfrestande då ubåten hela tiden gick i undervattensläge. För att inte förbruka syre i onödan var man tvungen att hålla sig i stillhet. Från Frankrike tog man sig sedan med flyg hem till Sverige.